# Vladimir Kozlov (catch)
Pour les articles homonymes, voir Vladimir Kozlov et Prudius.
Oleg Alexandrovitch Prudius (ukrainien : Олег Олександрович Прудіус), né le 27 avril 1979 à Kiev, plus connu sous le nom de Vladimir Kozlov est un catcheur (lutteur professionnel), producteur, acteur et un commentateur de catch ukrainien naturalisé américain. Il est principalement connu pour son travail à la World Wrestling Entertainment (WWE) de 2006 à 2011.
Prudius pratique de nombreux sports dans sa jeunesse notamment la lutte, le football américain, le sambo, le judo et le rugby. Il part vivre aux États-Unis en 2000 où il continue de faire du sport de combat devenant même champion international poids-lourds de grappling de l'United States Kickboxing Association. À côté de sa carrière sportive, il apparait ponctuellement au cinéma et dans des séries télévisées.
Il signe un contrat avec la WWE début 2006 et rejoint ses clubs-école que sont la Deep South Wrestling puis l'Ohio Valley Wrestling (OVW) dont il est brièvement champion poids lourd. Il prend rapidement le nom de Vladimir Kozlov et se fait annoncer comme venant de Russie. Il fait ses premières apparitions télévisés dans les émissions de la WWE fin 2006 avant de retourner à l'OVW car il manque d'expérience. Il réapparaît dans les émissions de la WWE à Raw en avril 2008 et reste longtemps invaincu jusqu'en mars 2009 où Shawn Michaels le bat. Il rejoint ensuite l'ECW où il forme un clan avec William Regal et Ezekiel Jackson. Après la fermeture de l'ECW en février 2010, il va à Raw où il devient l'équipier de Santino Marella. C'est durant cette période qu'il remporte avec Marella le championnat par équipe de la WWE. En août 2011, la WWE met fin à son contrat.
Prudius tente alors de continuer sa carrière de catcheur au Japon à l'Inoki Genome Federation sous le nom d'Alexander Kozlov avant d'arrêter sa carrière en mai 2012. Il fait ponctuellement des cascades et de la figuration dans des films d'action.

## Jeunesse
Prudius né dans une famille plutôt aisé d'Ukraine son père étant homme d'affaires et sa mère banquière. Il s'intéresse au catch depuis son enfance en suivant la carrière d'Hulk Hogan  et pratiques plusieurs arts martiaux, le kickboxing et la lutte.
En 1999, il fait partie de l'équipe d'Ukraine de football américain qui effectue une tournée en Californie. Prudius comprend alors le lien entre le sport et l'industrie du cinéma et de retour dans son pays il commence à faire du théâtre. Il immigre pour vivre à New York en 2000 et continue de faire de la lutte et du kickboxing devenant champion international poids-lourds de grappling de l'United States Kickboxing Association. En 2002, il apparaît au cinéma comme figurant dans le film La 25e Heure puis dans la série Sur écoute,.

## Carrière de catcheur

### World Wrestling Entertainment (2006-2011)

#### Passage dans les clubs-école (2006-2008)

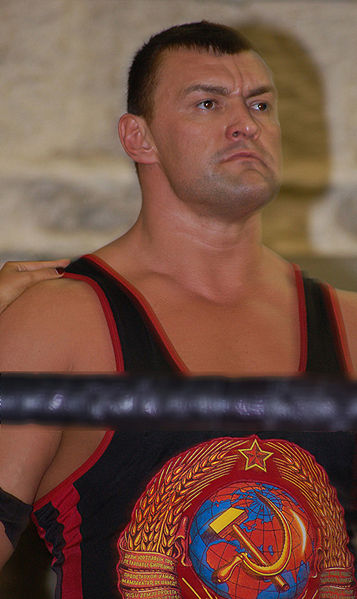
Oleg Prudius en 2007.

Le 17 janvier 2006, la World Wrestling Entertainment (WWE) annonce la signature de Prudius qui rejoint la Deep South Wrestling (DSW), le club-école de la WWE, pour s'entraîner. Il dispute son premier combat de catch sous son véritable nom le 13 avril 2006 où il bat Scott Fantastic. Il y dispute son dernier match avant la fin du partenariat avec la WWE durant l'enregistrement de l'émission du 14 janvier 2007 où il adopte le nom de Vladimir Kozlov et l'emporte face à Robert Anthony,.
Il rejoint l'Ohio Valley Wrestling (OVW) où il remporte le 28 juillet le championnat poids-lourds de l'OVW après sa victoire sur Paul Burchill. Son règne ne dure que quelques minutes puisqu'il donne la ceinture à Michael W. Kruel.
Le 18 décembre 2006 durant l'enregistrement de Raw, Prudius apparait pour la première fois dans une émission de la WWE sous le nom de Vladimir Kozlov. Ce jour-là, Todd Grisham l'interviewe et Kozlov parle assez mal anglais. Dans les semaines suivantes, les différents commentateurs de Raw, Smackdown et ECW l'interviewent puis déclare le 26 janvier 2007 qu'il est en négociation pour travailler dans une des trois émissions de la WWE. Vince McMahon pense qu'il n'est pas prêt pour apparaître dans les émissions de la WWE et Kozlov retourne à l'Ohio Valley Wrestling.

#### Débuts àSmackDownet diverses rivalités (2008-2009)

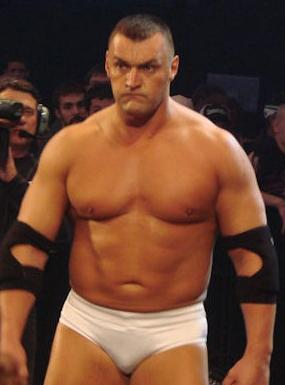
Kozlov en 2008.

Il bat rapidement Matt Bentley pour son premier combat télévisé le 4 avril 2008. Durant les semaines suivantes, il affronte des jobbers et reste invaincu pendant de nombreuses semaines. Il se lasse de ne pas avoir des adversaires à sa hauteur et demande le 5 septembre à affronter un meilleur catcheur. Le Big Show arrive alors pour se confronter à Kozlov mais ils ne s'affrontent pas sur le ring. Aux Survivor Series, il ne remporte pas le championnat du monde poids-lourd, battu par Edge dans un match qui incluait aussi Triple H.
En fin d'année, Kozlov reçoit le Slammy Award de la star montante de l'année le 8 décembre. Le 14 décembre à Armageddon, Kozlov bat Matt Hardy. Début 2009, le Wrestling Observer Newsletter remet ses prix et il se voit remettre le prix du catcheur le plus surestimé en plus d'avoir celui du pire combat de l'année aux Survivor Series.
En 2009, Kozlov reprend sa rivalité avec Triple H. Au Royal Rumble, il entre en 6e position dans le Royal Rumble match où il élimine The Great Khali puis MVP avant de se faire sortir par Triple H.
Le 15 février à No Way Out, il se fait éliminer par l'Undertaker et ne remporte pas l'Elimination Chamber match, remporté par Triple H. Le 27 février, Kozlov l'emporte face à l'Undertaker dans ce qui apparait comme une surprise,.
Sa série d’invincibilité en match simple prend fin trois jours plus tard face à Shawn Michaels dans un match pour désigner l'adversaire de l'Undertaker à WrestleMania XXV.

#### Passage à l'ECW(2009-2010)
Le 13 avril 2009, la WWE organise la draft où Kozlov rejoint ECW. Dans les semaines qui suivent, les commentateurs de cette émission évoque le passé de militaire de Kozlov durant les combats de ce dernier. Durant l'été, il s'allie avec Ezekiel Jackson et William Regal pour former le clan Ruthless Roundtable. L'équipe créative de la WWE fait cela afin que Kozlov et Jackson profitent de l'aisance au micro de Regal. Le 9 juillet à ECW, Kozlov interrompt le Abraham Washington Show pour faire face à Tommy Dreamer qui est alors champion de l'ECW. Plus tard, il perd face à Christian un match pour désigner le challenger pour le championnat de l'ECW à Night of Champions. Le 15 septembre, Kozlov participe à une bataille royale pour désigner le challenger pour le championnat de l'ECW. Il y élimine Tyler Reks avant de se faire sortir par Tommy Dreamer. Trois mois plus tard, il se retrouve face à Ezekiel Jackson dans un match de qualification du tournoi ECW Homecoming. Au cours du combat, Regal fait volontairement tomber Kozlov permettant ainsi à Jackson d'accèder à la bataille royale finale.
À la suite de la fermeture de l'ECW en février 2010, il est envoyé à Raw.

#### Champion par équipes avec Santino Marella puis départ (2010-2011)

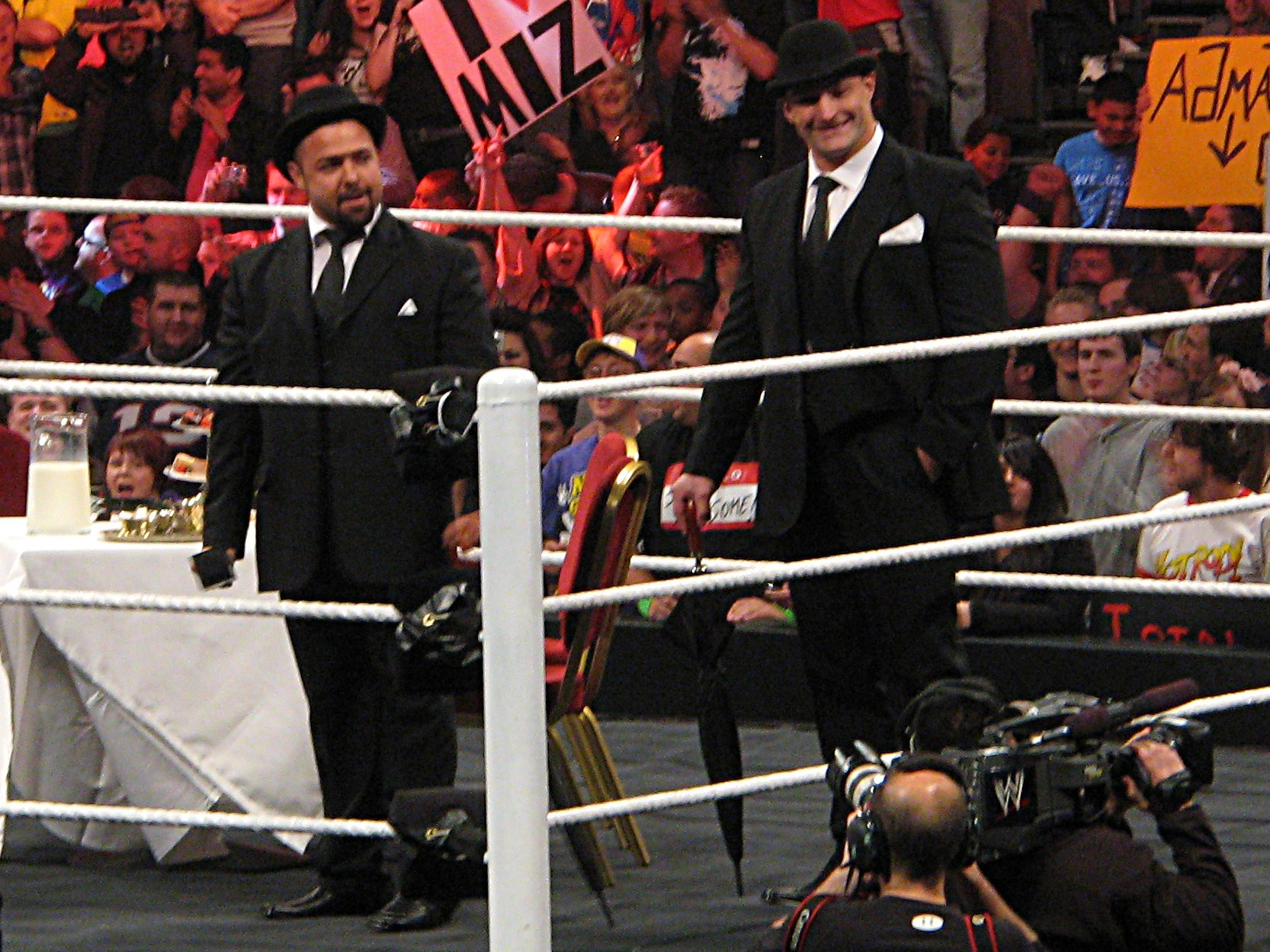
Santino Marella et Vladimir Kozlov en novembre 2010.

Le 10 mai à Raw, il est en coulisses avec Santino Marella, William Regal et Flavor Flav. Marella lui propose de faire équipe avec lui, mais il refuse prétendant que Marella perd tout ses matchs. Le 31 mai à Raw, il effectue un face turn en attaquant William Regal, et en faisant gagner Santino Marella et Eve Torres face à Regal et Maryse. Le 28 juin à Raw, il forme officiellement équipe avec Santino Marella.
À Night of Champions, lui et Santino ne parviennent pas à remporter les WWE Tag Team Championship. Lors du Raw du 15 novembre, lui et Santino Marella battent The Usos pour devenir challengers no 1 au titre par équipe à Survivor Series, mais à cette date, ne remportent pas les titres à la suite d'une diversion des autres membres de Nexus.
Le 6 décembre à Raw, Santino Marella et lui remportent les WWE Tag Team Championship dans un Fatal 4 Way Tag Team Elimination Match comprenant Heath Slater et Justin Gabriel (tenants du titre), The Usos et Mark Henry et Yoshi Tatsu. John Cena est intervenu pendant ce match. À noter que c'est le premier titre de Kozlov à la WWE. Lors de TLC, ils conservent leurs titres par disqualification contre Slater et Gabriel après que le reste de la Nexus les passent à tabac.
Le 30 janvier 2011, il participe au Royal Rumble match du Royal Rumble, se faisant éliminer rapidement après avoir été malmené par la Nexus. Lors d'Elimination Chamber, lui et Santino Marella perdent leurs titres contre The Corre (Slater et Gabriel).
Lors de la 5e saison de NXT, il devient le pro de Conor O'Brian. Lors de Wrestlemania XXVII, Santino, Big Show, Kane et lui affronteront The Corre. À la suite d'une attaque du Corre pendant le Wrestlemania Axxess, il est remplacé par Kofi Kingston.
Le 5 août à SmackDown, il perd son dernier match contre Mark Henry et il est évacué sur une civière après avoir été blessé avec une chaise par ce dernier. La WWE licencie Kozlov le jour même.

### Inoki Genome Federation(2011-2012)
Le 1er septembre 2011, l'Inoki Genome Federation (IGF) annonce qu'Oleg Prudius va lutter dans cette fédération sous le nom d'Alexander Kozlov dans deux jours lors de Genome 17 face à Erik Hammer. Deux jours plus tard au cours de Genome 17, Hammer le met K.O après un peu plus de deux minutes de combat. En octobre, il poste une vidéo de lui où il s'entraîne au Zealous Nation MMA et où il envisage de faire des combats d'arts martiaux mixtes. Le 4 novembre, l'IGF annonce que Kozlov va affronter le kick-boxeur et pratiquant d'arts martiaux mixtes Montanha Silva (es) le 2 décembre à Inoki-Bom-Ba-Ye 2011. Au cours d'Inoki-Bom-Ba-Ye 2011, Kozlov ne parvient pas à vaincre Silva.
En 2012, il remporte plusieurs combats à l'IGF ce qui lui permet de devenir challenger pour le championnat de l'IGF. Le 26 mai 2012, il perd rapidement un combat pour le championnat de l'IGF face à Jérôme le Banner par arrêt de l'arbitre. Le 2 juillet, l'IGF annonce que Kozlov va avoir droit à une seconde chance pour le championnat de l'IGF de Le Banner au cours de 1st World Mixed Martial Arts Tournament à Shanghai huit jours plus tard. Le 10 juillet, Kozlov perd par soumission face à Le Banner. Il fait son dernier combat à l'IGF le 16 octobre où il l'emporte face à Shogun Okamoto,.

### Impact Wrestling (2021-...)
Le 29 avril 2021, Impact Wrestling annonce dans un communiqué de presse que Prudius va commenter les combats de cette fédération de catch en russe sur Rutube.

## Palmarès

### En sports de combat
- United States Kickboxing Association
  - 1 fois champion international poids-lourds de grappling USKA[5]
- Autres titres
  - 1 fois champion des États-Unis poids-lourds toutes catégories de sambo (2005)[1]

### En catch
- Ohio Valley Wrestling (OVW)
  - 1 fois champion poids-lourds de l'OVW[11]
- World Wrestling Entertainment (WWE)
  - 1 fois champion par équipe de la WWE avec Santino Marella
  - Slammy Award de la star montante de l'année 2008[17]

## Récompenses de magazines
- Pro Wrestling Illustrated

| Année | 2007 | 2008 | 2009 | 2010 | 2011 |
| ----- | ---- | ---- | ---- | ---- | ---- |
| Rang  | 300  | 149  | 53   | 155  | 92   |

- Wrestling Observer Newsletter Awards
  - Catcheur le plus surestimé de l'année 2008[19]
  - Pire match de l'année 2008 (face à Edge et Triple H le 23 novembre au cours des Survivor Series)[19]

## Carrière de producteur et d'acteur
Prudius est apparu dans de nombreux films et séries. Il fait essentiellement de la figuration et incarne le plus souvent un gros bras venant d'Europe de l'Est. C'est notamment le cas dans John Wick 2 et  Fast and Furious 8 où il interprète dans ces deux films un assassin russe. Il est aussi producteur et il est le copropriétaire de Quasar Entertainement.

### Filmographie

#### Cinéma
- 2002 : Aprel de Konstantin Murzenko : Vladimir Kozlov[48]
- 2002 : La 25e Heure de Spike Lee : Russe avec une capuche[48]
- 2007 : Grindhouse de Robert Rodriguez, Quentin Tarantino, Rob Zombie, Edgar Wright, Eli Roth : Boxeur nazi (segment Werewolf Women of the SS) (non crédité)[48]
- 2013 : 30 Cuts Deep court métrage de Daniel Columbie : Oleg[48]
- 2017 : John Wick 2 de Chad Stahelski : Assassin russe (non crédité)[48]
- 2017 : Fast and Furious 8 de F. Gary Gray : Assassin russe (non crédité)[48]
- 2017 : Wolf Warrior 2 de Wu Jing : Bear[48]

#### Télévision
- 2003 : Sur écoute : Homme de main dans trois épisodes  (non crédité)[48]
- 2004 : Shpionskie igry: Nelegal : Agent de la CIA[48]
- 2013 : Burn Notice : Garde dans l'épisode Frères d'armes[48]
- 2020 : Paper Empire : Vladimir[48]

Cascades
- 2019 : The Punisher : dans l'épisode Les Valets
- 2017 : Wolf Warrior 2 de Wu Jing
- 2017 : John Wick 2 de Chad Stahelski

## Vie privée
Oleg Prudius obtient la nationalité américaine en décembre 2009. Il est en couple avec Maria Smirnova qui est russe.